# Andrzej Sikorski (wiceminister)
Andrzej Zbigniew Sikorski (ur. 2 stycznia 1930 w Łodzi) – polski działacz partyjny i państwowy, inżynier elektryk, podsekretarz stanu w Ministerstwie Przemysłu Maszynowego (1976), zastępca przewodniczącego Komisji Planowania przy Radzie Ministrów (1976–1980).

## Życiorys
Syn Adama i Eufemii. W 1947 zdał maturę w Liceum im. Bolesława Chrobrego w Piotrkowie Trybunalskim. Od 1948 działał w Związku Młodzieży Polskiej, a od 1952 w Polskiej Zjednoczonej Partii Robotniczej. W 1948 rozpoczął studia na Politechnice Warszawskiej, ukończone w 1957 z tytułem inżyniera elektryka. W międzyczasie był asystentem w Instytucie Elektrotechniki w Warszawie–Międzylesiu (1952) i żołnierzem zasadniczej służby wojskowej w Wojskach Lotniczych LWP (1952–1954) oraz młodszym projektantem w gospodarstwie pomocniczym Politechniki Warszawskiej (1954–1956).
W latach 1956–1960 główny inżynier w Stołecznym Banku Inwestycyjnym, następnie do 1964 dyrektorem oddziału warszawskiego tego banku, był tam członkiem egzekutywy i sekretarzem POP PZPR. Od 1964 do 1967 wicedyrektor Departamentu Inwestycji Przemysłu Ciężkiego w Centrali Banku Inwestycyjnego, a od 1967 do 1971 dyrektor inwestycyjny w Zjednoczeniu Przemysłu Elektronicznego. Następnie od 1971 zajmował stanowisko wicedyrektora, a od 1974 dyrektora Departamentu Inwestycji w Ministerstwie Przemysłu Maszynowego. Od lutego do kwietnia 1976 pozostawał podsekretarzem stanu w tym resorcie, a od kwietnia 1976 do października 1980 zastępcą przewodniczącego Komisji Planowania przy Radzie Ministrów.